# Glens Falls North
Glens Falls North est une census-designated place du comté de Warren, dans l'État de New York, aux États-Unis,. En 2020, elle compte une population de 9 530 habitants.